# Alexander von Lichtenberg
Alexander von Lichtenberg (* 20. Januar 1880 in Budapest; † 21. April 1949 in Mexiko-Stadt) war ein ungarisch-deutscher Urologe.

## Leben
Der Sohn eines Budapester Hals-Nasen-Ohren-Arztes studierte Medizin in Budapest und Heidelberg und arbeitete als Arzt an der chirurgischen Universitätsklinik in Heidelberg. Zusammen mit seinem damaligen Koassistenten Friedrich Voelcker gründete er später die Zeitschrift für Urologische Chirurgie. Nachdem von Lichtenberg 1908 an die damaligen Kaiser-Wilhelms-Universität in Straßburg gewechselt war, habilitierte er sich dort 1910 unter Otto Wilhelm Madelung mit dem Thema Neuere Methoden der Nierendiganostik. Von Lichtenberg entwickelte um diese Zeit ein Verfahren der Pyelographie. 1920 zog er nach Berlin, wo er zunächst als praktischer Orthopäde arbeitete und ab 1922 als beratender Urologe half, die urologische Abteilung des St.-Hedwig-Krankenhauses aufzubauen. Mit Moses Swick zusammen gelangen ihm 1929 mittels des Kontrastmittels Uroselectan erstmals brauchbare Röntgenbilder der Niere. An der Entwicklung war auch Arthur Binz beteiligt.
Alexander von Lichtenberg wurde Mitherausgeber des fünfbändigen „Handbuchs der Urologie“, war Vorsitzender des Deutschen Urologenverbandes, Ehrendoktor der University of Pennsylvania und Ehrenmitglied der Königlichen Schwedischen Ärztegesellschaft.
In der Zeit des Nationalsozialismus wurde er 1936 wegen seiner jüdischen Abstammung aus allen Funktionen entlassen und ihm die Lehrbefugnis aberkannt. Er emigrierte mit seiner Familie zunächst nach Budapest, wo er wegen des ungarischen Antisemitismus auch nicht mehr Fuß fassen konnte, 1939 schließlich nach Mexiko. Dort starb er 1949 an den Folgen einer abdominellen Erkrankung.

## Nachwirkungen
In Erinnerung an Alexander von Lichtenberg verleihen die Deutsche Gesellschaft für Urologie und der Berufsverband der Deutschen Urologen gemeinsam mit dem Unternehmen Takeda Pharma seit dem Jahr 2000 einen mit 5000 Euro dotierten Alexander-von-Lichtenberg-Preis an niedergelassene Urologen, „die in ihrer täglichen Arbeit herausragende Leistungen auf dem Gebiet der ambulanten Urologie erbringen.“